# Hunter's Cemetery
Hunter's Cemetery is een Britse militaire begraafplaats met gesneuvelden uit de Eerste Wereldoorlog, gelegen in de Franse plaats Beaumont-Hamel in het departement Somme. De begraafplaats werd ontworpen door Arthur Hutton en ligt 750 m ten zuidwesten van Beaumont in de herdenkingssite Beaumont-Hamel Newfoundland Memorial. Ze werd genoemd naar een aalmoezenier (chaplain) die diende bij het Black Watch Regiment. De begraafplaats wordt onderhouden door de Commonwealth War Graves Commission.

## Geschiedenis
Beaumont-Hamel werd op 13 november 1916 ingenomen door de 51st (Highland) en 63rd (Royal Naval) divisies.
De begraafplaats is eigenlijk een massagraf dat is ingericht in een granaatput waarin 46 soldaten van de 51st Division omkwamen en bedolven raakten. Onder hen konden er 5 niet geïdentificeerd worden.

## Onderscheiden militair
- soldaat James Armstrong van de Black Watch (Royal Highlanders) ontving de Military Medal (MM).